# Premna milleflora
Premna milleflora là một loài thực vật có hoa trong họ Hoa môi. Loài này được C.B.Clarke miêu tả khoa học đầu tiên năm 1885.